# Miguel Guirao
Miguel Guirao Cano (Murcia, 5 de febrero de 1996) es un futbolista español que actualmente forma parte del Fútbol Club Cartagena "B", de la Tercera División de España.

## Trayectoria
Guirao empezó su carrera en el Real Murcia CF Juvenil, donde fue considerado la perla de la cantera. Llegó a debutar en Segunda División en el mes de diciembre del año 2012 en un partido de liga frente al CD Guadalajara, para jugar los últimos cinco minutos cuándo el entrenador argentino Gustavo Siviero dirigía los destinos del equipo murcianista.
Se incorporó a las bases del UD Almería en la temporada 2014/15 y ha sido internacional con la selección española de fútbol sub-17. La campaña 2015/16 el centrocampista zurdo disputó un total de 28 encuentros con el filial almeriense, de los que fue titular en trece de ellos.
En 2016, el descenso del filial andaluz provocó que algunos de sus jóvenes talentos tuvieran que buscarse acomodo en clubes de Segunda División B y el jugador llegó al FC Cartagena en condición de cedido, aunque no llegó a debutar en partido oficial debido a una grave lesión, regresando así al UD Almería.
En el mercado de invierno de la temporada 2017-18, se marcha cedido hasta el final de la temporada al Club de Fútbol Lorca Deportiva.
En la temporada 2018-19 y 2019-20, formaría parte de la plantilla del UD Almería B.
El 22 de agosto de 2020, firma por el Mar Menor Fútbol Club de la Tercera División de España.
El 28 de agosto de 2021, firma por el Fútbol Club Cartagena "B" de la Tercera División de España.

## Clubes
| Club                           | País   | Categoría        | Partidos | Goles | Temporada       |
| ------------------------------ | ------ | ---------------- | -------- | ----- | --------------- |
| Real Murcia                    | España | Segunda División | 1        | 0     | 2012–2013       |
| UD Almería B                   | España | Segunda B        | 28       | 0     | 2015–2016       |
| FC Cartagena                   | España | Segunda B        | 0        | 0     | 2016–2017       |
| Jumilla                        | España | Segunda B        | 7        | 0     | 2017–2018       |
| Club de Fútbol Lorca Deportiva | España | Segunda B        | 3        | 0     | 2018            |
| UD Almería B                   | España | Segunda B        |          |       | 2018–2020       |
| Mar Menor                      | España | Tercera División |          |       | 2020–2021       |
| Fútbol Club Cartagena "B"      | España | Tercera División |          |       | 2021–Actualidad |